# Video nasty
Video nasty (let. "video osceno") è un termine coniato dai comitati di censura cinematografica del Regno Unito nel corso degli anni '80 per indicare quei film ad alto contenuto di violenza che venivano commercializzati nel mercato home video britannico.

## Storia
Sebbene la violenza nel cinema venisse in parte assottigliata con censure e tagli per molti anni, la mancanza di un sistema di regolamentazione per l'home video e la possibilità che qualunque film potesse essere fruito dai minori, stimolò i comitati di censura.
Dal momento che gran parte delle opere cinematografiche criticate per l'estrema violenza erano per lo più film horror a basso costo provenienti da Italia e Stati Uniti d'America, e quindi raramente produzioni locali che all'epoca della distribuzione avevano suscitato clamore e in alcuni casi procedimenti legali per il contenuto, il governo britannico decise di emendare il Video Recordings Act 1984, un atto di restrizione che poneva nuove norme censorie, atte a limitare la commercializzazione e la distribuzione nel Regno Unito di alcuni film.
A causa di un errore nel procedimento legislativo, scoperto nel 2009, si è proceduto ad abrogarlo, per essere poi emanato nuovamente, immutato, con il Video Recordings Act 2010.

### La lista
Una prima lista di video nasty fu pubblicata nel 1983 dal Department of Public Prosecutions, ma fu rivista alcuni mesi dopo e divisa in due categorie: film per cui era in corso un dibattito legale e film per cui le azioni legali erano state ritirate. Dei film figuranti nella prima lista, 39 furono perseguiti penalmente - con successo, attraverso l'Obscene Publications Act, ma alcuni casi rivisti successivamente dalla BBFC.
La lista è diventata obsoleta nel 2001, quando la perdita di efficacia del Video Recordings Act portò gran parte dei film classificati come video nasty a ottenere edizioni per il commercio casalingo non censurate.

## Filmografia
- Blood Feast, regia di Herschell Gordon Lewis (1963)[3]
- Django, regia di Sergio Corbucci (1966)[4]
- The Ghastly Ones, regia di Andy Milligan (1968)[5]
- Camp 7 - Lager femminile (Love Camp 7), regia di Lee Frost (1969)[6]
- Korang - La terrificante bestia umana (La horripilante bestia humana), regia di René Cardona (1969)[7]
- Reazione a catena, regia di Mario Bava (1971)[8]
- L'appartamento del 13º piano (La semana del asesino), regia di Eloy de la Iglesia (1972)[9]
- Il paese del sesso selvaggio, regia di Umberto Lenzi (1972)[10]
- L'ultima casa a sinistra (The Last House on the Left), regia di Wes Craven (1972)[11]
- Il mostro è in tavola... barone Frankenstein (Flesh for Frankenstein), regia di Paul Morrissey e Andy Warhol (1973)[12]
- Non guardare in cantina (The Forgotten), regia di S.F. Brownrigg (1973)[13]
- Lisa, Lisa, conosciuto anche come Axe o The California Axe Massacre, regia di Frederick R. Friedel (1974)[14]
- Non si deve profanare il sonno dei morti, regia di Jorge Grau (1974)[15]
- Una secondina in un carcere femminile (Des diamants pour l'enfer), regia di Jesús Franco (1975)[5]
- Il licantropo e lo yeti (La maldición de la bestia), regia di Miguel Iglesias (1975)[5]
- Frozen Scream, regia di Frank Roach (1975)[5]
- L'ultimo treno della notte, regia di Aldo Lado (1975)[16]
- La casa sulla collina di paglia (Exposé), regia di James Kenelm Clarke (1976)[17]
- Destination - Il leggero fruscio della follia  (Ta paidia tou Diavolou), regia di Nico Mastorakis (1976)[18]
- Lager SSadis Kastrat Kommandatur, regia di Sergio Garrone (1976)[19]
- Snuff, regia di Michael Findlay, Roberta Findlay e Horacio Fredriksson (1976)[20]
- The Witch Who Came from the Sea, regia di Matt Cimber (1976)[12]
- La bestia in calore, regia di Luigi Batzella (1977)[5]
- Fight for Your Life, regia di Robert A. Endelson (1977)[5]
- Quel motel vicino alla palude (Eaten Alive), regia di Tobe Hooper (1977)[21]
- L'ultima orgia del III Reich, regia di Cesare Canevari (1977)[5]
- Le facce della morte (Faces of Death), regia di John Alan Schwarz (1978)[22]
- Mardi Gras Massacre, regia di Jack Weis (1978)[5]
- I Miss You, Hugs and Kisses, regia di Murray Markowitz (1978)[23]
- La montagna del dio cannibale, regia di Sergio Martino (1978)[24]
- Non violentate Jennifer (I Spit on Your Grave), regia di Meir Zarchi (1978)[25]
- Lo squartatore di Los Angeles (The Toolbox Murders), regia di Dennis Donnelly (1978)[26]
- La collina dei morti viventi (Don't Go Near the Park), regia di Lawrence David Foldes (1979)[27]
- Delirium, regia di Peter Maris (1979)[28]
- The Driller Killer, regia di Abel Ferrara (1979)[29]
- Human Experiments, regia di Gregory Goodell (1979)[30]
- Suor Omicidi, regia di Giulio Berruti (1979)[12]
- Zombi 2, regia di Lucio Fulci (1979)[3]
- Don't Go in the House, regia di Joseph Ellison (1980)[31]
- Antropophagus, regia di Joe D'Amato (1980)[32][33]
- Apocalypse domani, regia di Anthony M. Dawson (1980)[34]
- Il cacciatore di uomini (El Caníbal), regia di Clifford Brown (1980)[35]
- Cannibal Holocaust, regia di Ruggero Deodato (1980)[36]
- La casa sperduta nel parco, regia di Ruggero Deodato (1980)[37]
- Contamination, regia di Luigi Cozzi (1980)[38]
- Inferno, regia di Dario Argento (1980)[39]
- Mirror - Chi vive in quello specchio? (The Boogey Man), regia di Ulli Lommel (1980)[21]
- Night of the Demon, regia di James C. Wasson (1980)[40]
- Il ritorno degli zombie (Bloodeaters), regia di Charles McCrann (1980)[5]
- Shogun il giustiziere (Shogun Assassin), regia di Robert Houston e Kenji Misumi (1980)[41]
- Terreur cannibale, regia di Alain Deruelle (1980)[42]
- Virus, regia di Bruno Mattei (1980)[15]
- ...e tu vivrai nel terrore! - L'aldilà, regia di Lucio Fulci (1981)[43]
- The Burning, regia di Tony Maylam (1981)[43]
- Cannibal Ferox, regia di Umberto Lenzi (1981) [44]
- La casa (The Evil Dead), regia di Sam Raimi (1981)[43]
- Don't Go in the Woods, regia di James Bryan (1981)[45]
- Il killer della notte (Night School), regia di Ken Hughes (1981)[46]
- Morti e sepolti (Dead & Buried), regia di Gary Sherman (1981)[47]
- Night Warning, regia di William Asher (1981)[5]
- Nightmare, regia di Romano Scavolini (1981)[48]
- Possession, regia di Andrzej Żuławski (1981)[49]
- Profonde tenebre (Die Säge des Todes), regia di Jesús Franco (1981)[50]
- La promessa di Satana (Evilspeak), regia di Eric Weston (1981)[51]
- Quella villa accanto al cimitero, regia di Lucio Fulci (1981)[52]
- Rosso sangue, regia di Peter Newton (1981)[53][2]
- There Was a Little Girl, regia di Ovidio G. Assonitis (1981)[54]
- Il tunnel dell'orrore (The Funhouse), regia di Tobe Hooper (1981)[55]
- Delitto al Central Hospital (Visiting Hours), regia di Jean-Claude Lord (1982) [56]
- The Dorm That Dripped Blood, regia di Stephen Carpenter e Jeffrey Obrow (1982)[57]
- The Slayer, regia di J.S. Cardone (1982)[43]
- Tenebre, regia di Dario Argento (1982)[58]
- Unhinged, regia di Don Gronquist (1982)[47]
- Xtro - Attacco alla Terra (Xtro), regia di Harry Bromley Davenport (1982)[59]
- Revenge of the Bogey Man, regia di Bruce Pearn (1983)[60]